# Wancourt
Wancourt és un municipi francès situat al departament del Pas de Calais i a la regió dels Alts de França. L'any 2007 tenia 598 habitants.

## Demografia

### Població
El 2007 la població de fet de Wancourt era de 598 persones. Hi havia 204 famílies de les quals 32 eren unipersonals (20 homes vivint sols i 12 dones vivint soles), 60 parelles sense fills, 96 parelles amb fills i 16 famílies monoparentals amb fills.
La població ha evolucionat segons el següent gràfic:
Habitants censats

### Habitatges
El 2007 hi havia 226 habitatges, 212 eren l'habitatge principal de la família, 3 eren segones residències i 11 estaven desocupats. Tots els 223 habitatges eren cases. Dels 212 habitatges principals, 156 estaven ocupats pels seus propietaris, 51 estaven llogats i ocupats pels llogaters i 5 estaven cedits a títol gratuït; 3 tenien una cambra, 2 en tenien dues, 23 en tenien tres, 55 en tenien quatre i 129 en tenien cinc o més. 191 habitatges disposaven pel capbaix d'una plaça de pàrquing. A 79 habitatges hi havia un automòbil i a 114 n'hi havia dos o més.

### Piràmide de població
La piràmide de població per edats i sexe el 2009 era:
| Homes | Edats   | Dones |
| ----- | ------- | ----- |
| 0     | 95 o +  | 0     |
| 0     | 90 a 94 | 4     |
| 4     | 85 a 89 | 0     |
| 0     | 80 a 84 | 0     |
| 0     | 75 a 79 | 12    |
| 8     | 70 a 74 | 8     |
| 8     | 65 a 69 | 4     |
| 4     | 60 a 64 | 8     |
| 24    | 55 a 59 | 20    |
| 24    | 50 a 54 | 20    |
| 4     | 45 a 49 | 8     |
| 24    | 40 a 44 | 20    |
| 20    | 35 a 39 | 36    |
| 44    | 30 a 34 | 28    |
| 8     | 25 a 29 | 48    |
| 12    | 20 a 24 | 8     |
| 24    | 15 a 19 | 12    |
| 24    | 10 a 14 | 32    |
| 20    | 5 a 9   | 32    |
| 36    | 0 a 4   | 12    |

## Economia
El 2007 la població en edat de treballar era de 399 persones, 289 eren actives i 110 eren inactives. De les 289 persones actives 278 estaven ocupades (148 homes i 130 dones) i 11 estaven aturades (5 homes i 6 dones). De les 110 persones inactives 23 estaven jubilades, 43 estaven estudiant i 44 estaven classificades com a «altres inactius».

### Ingressos
El 2009 a Wancourt hi havia 235 unitats fiscals que integraven 681 persones, la mediana anual d'ingressos fiscals per persona era de 18.625 €.

### Activitats econòmiques
Dels 22 establiments que hi havia el 2007, 1 era d'una empresa extractiva, 2 d'empreses alimentàries, 1 d'una empresa de fabricació d'altres productes industrials, 8 d'empreses de comerç i reparació d'automòbils, 1 d'una empresa de transport, 2 d'empreses d'hostatgeria i restauració, 1 d'una empresa financera, 1 d'una empresa immobiliària, 1 d'una empresa de serveis i 4 d'empreses classificades com a «altres activitats de serveis».
Dels 3 establiments de servei als particulars que hi havia el 2009, 1 era un taller d'inspecció tècnica de vehicles, 1 perruqueria i 1 restaurant.
Dels 4 establiments comercials que hi havia el 2009, 1 era una botiga de menys de 120 m², 1 una fleca, 1 una botiga d'electrodomèstics i 1 una joieria.
L'any 2000 a Wancourt hi havia 12 explotacions agrícoles.

## Equipaments sanitaris i escolars
El 2009 hi havia una escola maternal integrada dins d'un grup escolar amb les comunes properes formant una escola dispersa.

## Poblacions més properes
El següent diagrama mostra les poblacions més properes.